# AS Espérance Sportive de Djibouti
 (septembre 2020).
Maillots
L' Association Sportive Espérance Sportive de Djibouti (en arabe : اتحاد الترجي الرياضي الجيبوتي), plus couramment abrégé en AS ESD, est un club djiboutien de football fondé en 2019 (de la scission avec le club de l'Université de Djibouti) et basé à Djibouti, la capitale du pays. 
Au cours de la saison 2019-2020 le club évolue dans le championnat djiboutien de D1.

## Histoire
L'équipe termine 6e du championnat en 2019-2020.
En coupe de Djibouti elle est éliminée en quart de finale par les futurs champions de Djibouti CF GR/SID.